# アメリカ合衆国商務省産業安全保障局
アメリカ合衆国産業安全保障局（アメリカがっしゅうこくさんぎょうあんぜんほしょうきょく、英：Bureau of Industry and Security, BIS）は、国家安全保障と高度産業技術に関する問題を扱うアメリカ合衆国商務省の一機関である。

## 主な任務
この部局の主要な目標は、アメリカ合衆国の輸出の拡大を促進しつつ、大量破壊兵器の拡散の阻止を図ることである。
BISの使命は、アメリカ合衆国の国家安全保障、外交政策、経済的利益に寄与することである。BISの活動には、効果的で効率的な方法で機微な物品や技術の輸出を統制すること、輸出規制・反ボイコット・公共安全法令を施行すること、輸出規制と戦略的貿易の問題に関して他国と協力し、あるいは他国を援助すること、アメリカ合衆国の産業界が国際的な武器規制協定を遵守するよう補助すること、アメリカ合衆国の防衛産業の基盤の成長可能性を監視すること、国家の基幹施設の保護についての連邦政府の指導と公私の協力を促進することが含まれる。
数多くの機微な物品や技術が、輸出前に商務省からの許可を必要とする。輸出許可が必要か否かを明らかにするため、輸出管理分類番号 (ECCN)が用いられる。

### エンティティリストの作成と管理
産業安全保障局は、輸出管理規則（Export Administration Regulations, EAR）に基づき安全保障上の脅威などを理由に、特定の外国企業、研究機関、個人等の名称をリスト化して公示し、リスト掲載先への輸出規制を行う。このリストは、エンティティリスト（禁輸措置対象リスト）と呼ばれる。
措置に違反してリスト該当者に輸出を行った場合、別途、ディナイド・パーソン・リスト（取引禁止顧客リスト）に掲載され、アメリカ合衆国における商取引が禁止される。対象は、日本を含むアメリカ国外の企業活動にも及び、迂回輸出を不可能にさせるなど厳しいものとなっている。
2019年5月、米中貿易戦争の際に世界最大の通信機器メーカーである中華人民共和国のファーウェイがエンティティリスト入りした際には、ただちにGoogle、インテル、クアルコム、ザイリンクス、ブロードコムなどがファーウェイと取引停止する表明を行い、改めてリストの影響力の強さを見せつけた。
また、人権蹂躙も理由にリスト入りされることがあり、同年10月にAI企業のセンスタイムや監視カメラ世界最大手のハイクビジョンなど中国・香港の28法人がエンティティリスト入りし、翌2020年12月にはドローン世界最大手のDJIが同じ理由で追加された。

### エンティティ・リスト掲載企業
- ファーウェイおよび関連企業100社以上
- ハイクビジョン
- ダーファ・テクノロジー（浙江大華技術）
- ZTE（中興通訊）
- 中芯国際集成電路製造（zh:中芯国际）
- DJI（大疆创新科技）